# 어드밴스트 마이크로컨트롤러 버스 아키텍처
어드밴스트 마이크로컨트롤러 버스 아키텍처(Advanced Microcontroller Bus Architecture, AMBA)는 시스템 칩 (system-on-a-chip : SoC) 설계에서 사용하는 버스 아키텍처이다. 발표한 이래로 AMBA의 범위는 마이크로컨트롤러 장치를 넘어 ASIC과 SoC 분야에서 널리 사용하고 있다.
AMBA는 ARM Ltd에서 1996년에 선보였다. 첫 번째 AMBA 버스의 이름은 Advanced System Bus (ASB)와 Advanced Peripheral Bus (APB)였다. 두 번째 버전인 AMBA 2 에서는AMBA 싱글 클럭엣지 프로토콜인 High-performance Bus (AHB)를 2003년 소개되었다. 세 번째 버전인 AMBA 3에서는 보다 향상된 performance에 도달하기 위하여 Advanced eXtensible Interface (AXI)를 포함하며 Advanced Trace Bus(ATB)를 CoreSight on-chip의 일부로 하여 디버그 및 트레이스 솔루션으로 하였다.
이러한 프로토콜들은 문서화되고 로열티 없이 사용할 수 있으므로, 오늘날 32비트 프로세서에 대한 사실상의 표준이 되었다.

## 같이 보기
- 버스 (컴퓨팅)